# Ava de Lagercrantz
Ava de Lagercrantz, egentligen Hedvig Gustafva Lagercrantz, född 7 september 1862 i Karlskrona, död 6 maj 1938 i Paris, var en svensk konstnär verksam i New York (1903–1923), Stockholm (1923–1936) och Paris (1936–1938).

## Biografi
Ava de Lagercrantz studerade för Kerstin Cardon i Stockholm och för professor Jules Lefebvre i Paris. I likhet med sina läromästare målade hon porträtt med utomordentlig exakthet i återgivningen. Hon deltog i Parissalongen 1888, 1889 och 1890.
I New York målade hon miniatyrer, landskap och blomsterstilleben. Under bosättningen i New York kallades hon vid två tillfällen hem till Sverige för att måla av Oscar II och Gustaf V.
I Paris utförde hon ett porträtt av August Strindberg (1849–1912), som numera hänger på Kungliga Dramatiska Teatern i Stockholm. 1935 hade hon en utställning i Konstnärshuset i Stockholm.
Lagercrantz var kusin till Sveriges sändebud i Washington Herman Lagercrantz och detta blev en inkörsport för beställningar av porträtt i olja, pastell och miniatyr från diplomatiska kåren, operavärlden och prominenta New York-bor. Hon var dotter till vice amiral Jacob Reinhold Lagercrantz, brorsdotter till finansminister Gustaf Lagercrantz. Hennes porträtt av fadern belönades med första pris på Parissalongen 1890. På 1889 års Parissalong ställde hon upp med ett självporträtt, avbildat i katalogen. År 1896 målade hon det första av sina två porträtt av Oskar II.
Lagercrantz finns representerad vid Nationalmuseum i Stockholm.
Ava de Lagercrantz dog ogift och barnlös i Paris. Hon vilar i den stora familjegraven på Galärvarvskyrkogården i Stockholm.